# Semidalis pallidicornis
Semidalis pallidicornis is een insect uit de familie van de dwerggaasvliegen (Coniopterygidae), die tot de orde netvleugeligen (Neuroptera) behoort. 
De wetenschappelijke naam Semidalis pallidicornis is voor het eerst geldig gepubliceerd door Monserrat in 2002.